# Суперкубок Гібралтару з футболу 2016
Суперкубок Гібралтару з футболу 2016 — 16-й розіграш турніру. Матч відбувся 18 вересня 2016 року між чемпіоном та володарем кубка Гібралтару клубом Лінкольн Ред Імпс та віце-чемпіоном Гібралтару клубом Юероп.
| Володар Суперкубка Гібралтару 2016 |
| ---------------------------------- |
|                                    |
| Юероп Перший титул                 |

## Матч

### Деталі
| 18 вересня 2016 |

| Лінкольн Ред Імпс | 0:2      | Юероп          |
| ----------------- | -------- | -------------- |
|                   | Протокол | Гомес 65', 76' |

| Вікторія, Гібралтар Арбітр: Джейсон Барсело |